# 블레오마이신
블레오마이신(bleomycin, BLM)은 암 치료에 사용되는 약물의 한 종류이다. 여기에는 호지킨 림프종, 비호지킨 림프종, 고환암, 난소암, 자궁경부암이 포함된다. 일반적으로 다른 항암제와 함께 사용되며 근육이나 피부 아래에 주사하여 사용한다. 암으로 인한 흉수의 재발을 방지하기 위해 흉부 내부에 투여할 수도 있다.
일반적인 부작용으로는 발열, 체중 감소, 구토 및 발진이 있다. 심각한 유형의 과민증이 발생할 수 있다. 또한 폐렴을 일으켜 폐섬유증을 유발할 수 있다. 이를 확인하기 위해 2주마다 흉부 엑스레이를 찍는 것이 좋다. 블레오마이신은 임신 중에 사용하면 태아에게 해를 끼칠 수 있다. 블레오마이신의 메커니즘은 주로 DNA를 파괴하며 작용한다고 알려져 있다.
블레오마이신은 1962년에 발견되었다. 그것은 WHO 필수 의약품 목록에 있다. 또한 복제약으로 사용할 수 있다. 블레오마이신의 출처는 Streptomyces verticillus이다.

## 의학적 사용

### 암
블레오마이신은 주로 암 치료에 사용된다. 여기에는 고환암, 난소암, 호지킨 림프종 및 비호지킨 림프종이 포함된다. 정맥 주사, 근육 주사 또는 피부 아래에 투여할 수 있다.

### 기타 용도
암으로 인한 흉수의 재발을 방지하기 위해 가슴 안쪽에 주사될 수도 있다. 그러나 흉막에 흉터를 남기는 경우 활석이 더 나은 선택인 것으로 밝혀졌다.
잠재적으로 세균 감염에 효과적이지만 독성으로 인해 이러한 목적으로 사용하지 못한다. 또한 사마귀 치료에 대해 연구되었지만 명확하지 않은 이점이 있다.

## 부작용
가장 흔한 부작용은 독감과 유사한 증상이며 발열, 발진, 피부 묘기증, 과색소침착, 탈모, 오한, 레이노 현상(손가락과 발가락의 변색)을 포함한다. 용량 증가 시 발생하는 블레오마이신의 가장 심각한 합병증은 폐섬유증 및 폐 기능 장애이다. 블레오마이신이 산소 독성에 대한 감수성을 유도한다고 제안되었으며 최근 연구에서는 블레오마이신 유도 폐 손상의 기전에서 염증성 사이토카인인 IL-18 및 IL-1β의 역할을 지지한다. 따라서 이전에 블레오마이신을 사용한 모든 치료는 전신 마취가 필요한 절차를 수행하기 전에 항상 마취과 의사에게 공개해야 한다. 블레오마이신의 산소 민감성 및 보충 산소 요법 후 폐 섬유증 발병 가능성이 증가한다는 이론으로 인해 환자가 약물 치료 후 스쿠버 다이빙에 참여해야 하는지 여부에 대해 의문이 제기되었다. 또한 블레오마이신은 미각을 교란시키는 것으로 밝혀졌다.

### 경고
블레오마이신은 400 단위를 초과하는 평생 누적 용량을 초과해서는 안된다. 가장 일반적으로 폐섬유증으로 나타나는 폐 독성은 400 단위 이상의 블레오마이신 투여량과 관련이 있다.

## 작동 메커니즘
비헴 철단백질(Non-heme iron protein)인 블레오마이신은 DNA 가닥 절단을 유도하여 작용한다. 일부 연구에서는 블레오마이신이 티미딘을 DNA 가닥으로 통합되는 것을 억제한다고 제안한다. 블레오마이신에 의한 DNA 절단은 적어도 시험관 내에서 산소와 금속 이온에 의존한다. DNA 가닥 절단의 정확한 메커니즘은 해결되지 않았지만 블레오마이신이 금속 이온 (주로 철)을 킬레이트하여 산소와 반응하여 DNA를 절단하는 초과산화물 및 수산화물 유리기를 생성하는 유사 효소를 생성한다고 제안되었다. 대안 가설은 블레오마이신이 DNA 가닥의 특정 부위에 결합하고 염기에서 수소 원자를 추출하여 절단을 유도할 수 있으며, 염기가 Criegee 유형 재배열을 겪거나 알칼리 불안정 병변을 형성함에 따라 가닥 절단을 초래할 수 있다는 것이다. 또한, 이러한 복합체는 지질 과산화 및 다른 세포 분자의 산화도 매개한다. 따라서, 블레오마이신은 호지킨 림프종에서 독소루비신과 함께 사용되는데, 이는 독소루비신이 DNA 가닥 사이에 삽입되어 작용하고, 또한 DNA 회전효소 II에 작용하여 DNA 회전효소 복합체를 이완시키기 때문이다.

## 생합성
블레오마이신은 펩타이드-폴리케타이드 하이브리드 천연물인 비리보솜 펩타이드이다. 블레오마이신 아글리콘의 펩타이드 / 폴리케타이드 / 펩타이드 백본은 비리보솜 펩타이드 합성효소(NRPS)와 폴리케타이드 합성효소(PKS) 모듈로 구성된 블레오마이신 메가 생합성효소에 의해 조립된다. 비리보솜 펩타이드와 폴리케타이드는 각각 NRPS와 PKS에 의해 아미노산과 짧은 카르복실산으로부터 합성된다. 이러한 NRPS와 PKS는 서로 다른 두 부류의 천연물을 조립하기 위해 유사한 전략을 사용한다. NRP와 I형 PKS는 모두 모듈로 구성된다. 생성된 펩타이드 및 폴리케타이드 제품의 구조적 변형은 각 NRPS 및 PKS 단백질의 모듈 수와 순서에 따라 결정된다.
블레오마이신 아글리콘의 생합성은 세 단계로 시각화할 수 있다.
1. Ser, Asn, His 및 Ala로부터의 NRPS 매개 P-3A 형성
2. 말로닐 CoA 및 AdoMet에 의한 P-3A의 PKS 매개 신장을 통한 P-4 생성
3. Thr에 의한 P-4의 P-5로의 NRPS 매개 신장은 β-Ala, Cys 및 Cys에 의해 추가로 신장되어 P-6m을 얻는다.

블레오마이신 구조와 개별 NRPS 및 PKS 도메인 및 모듈의 추론된 기능을 기반으로, 블레오마이신 펩타이드/폴리케타이드/펩타이드 아글리콘의 블레오마이신 메가 생합성효소 주형 어셈블리에 대한 선형 모델이 9개의 아미노산과 1개의 아세트산으로부터 제안되었다.
블레오마이신의 생합성은 아글리콘의 글리코실화에 의해 완료된다. 블레오마이신 자연 발생 유사체에는 2~3개의 당 분자가 있으며 이러한 유사체의 DNA 절단 활성은 주로 플라스미드 이완 및 브레이크 라이트 분석에 의해 평가되었다.

## 연구
블레오마이신은 쥐에서 폐섬유증을 유발하는 연구에 사용된다.